# Le Marchand et la Porte de l'alchimiste
Le Marchand et la Porte de l'alchimiste (titre original : The Merchant and the Alchemist's Gate) est une nouvelle de science-fiction écrite par Ted Chiang et parue en 2007 puis traduite en français et parue dans la revue Fiction no 7 des éditions OPTA en 2008. Elle a ensuite été incluse dans le recueil Expiration publié en 2019 en langue originale puis traduit en français et paru en 2020, la nouvelle bénéficiant alors d'une nouvelle traduction de Théophile Sersiron.
Le Marchand et la Porte de l'alchimiste a été récompensé par le prix Hugo de la meilleure nouvelle longue 2008 et le prix Nebula de la meilleure nouvelle longue 2007.

## Résumé
Fuwaad ibn Abbas, un marchand de tissus du Bagdad médiéval, découvre une nouvelle boutique sur le marché. Bashaarat, le propriétaire du magasin qui se définit comme alchimiste, invite Fuwaad dans l'arrière-boutique pour lui montrer une mystérieuse arche de pierre noire qui permet de se rendre vingt ans dans le futur. Bashaarat raconte à Fuwaad trois histoires de personnes qui ont voyagé par une même porte située au Caire.
Dans le premier conte, Hassan Alhalbbal, un cordier, apprend de son moi futur où trouver un trésor enfoui qui le rendra riche.
Dans le deuxième conte, un homme nommé Ajib ibn Taher vole de l'argent à son moi futur mais cela ne lui apporte pas le bonheur qu'il escomptait.
Dans le troisième conte, Raniya, l'épouse de Hassan Alhalbbal, voyage vingt ans dans le passé pour retrouver une version plus jeune de son mari. Mais elle est amenée à le protéger son mari et à lui apprendre à être un bon amant.
Lorsque Fuwaad apprend que le commerçant a créé une seconde porte au Caire qui permet aux gens de voyager dans le passé, il tente de revenir en arrière pour voir sa femme décédée. Bien qu'il arrive une journée après son décès, il reçoit un message lui disant qu'elle l'aimait. Il se souvient alors des premières paroles de l'alchimiste à propos de sa porte temporelle : « le passé et l'avenir ne forment qu’un, et nous ne pouvons changer ni l’un ni l’autre, mais nous pouvons connaître chacun plus pleinement ».

## Accueil

### Critique
Une critique positive de la nouvelle est parue dans le magazine Publishers Weekly, la qualifiant de « habilement écrite ». Une critique du recueil de nouvelles Expiration de Ted Chiang parue dans la revue Kirkus Reviews décrit Le Marchand et la Porte de l'alchimiste comme un « classique instantané ».

### Distinctions
Le Marchand et la Porte de l'alchimiste a remporté le prix Hugo de la meilleure nouvelle longue 2008 et le prix Nebula de la meilleure nouvelle longue 2007.